# Shinzaburo Takeda
Shinzaburo Takeda (竹田 鎭三郎 Takeda Shinzaburō?,  Seto, Japón; 1935) es un pintor y grabador japonés-mexicano. Es considerado uno de los artistas más importantes de Oaxaca. Takeda ha radicado en México durante más de cincuenta años y ha formado a varias generaciones de artistas mexicanos, muchos de ellos indígenas zapotecos y mixtecos.

## Biografía
Takeda nació en 1935 en Seto, Aichi y se formó en la Universidad Nacional de Bellas Artes y Música de Tokio. En 1963 visitó México, para estudiar el muralismo con Armando Carmona y Luis Nishizawa en la Academia de San Carlos en la Ciudad de México. Posteriormente estudia litografía con Francisco Vásquez en la Escuela Nacional de Artes Gráficas.
En 1978 se mudó a Oaxaca, donde se convirtió en profesor de arte en la Universidad Autónoma Benito Juárez de Oaxaca (UABJO). Sus alumnos incluyen artistas notables, como Fulgencio Lazo y Alejandro Santiago. Anteriormente trabajó como pintor y artista gráfico para el Museo Nacional de las Culturas. Desde 1980 Takeda ha sido presidente del Departamento de Arte de la UABJO. En su honor se realiza la Bienal Nacional de Artes Gráficas Shinzaburo Takeda.